# Burn (album Deep Purple)
Burn – hardrockowy album Deep Purple wydany w 1974, z nowymi członkami zespołu: wokalistą Davidem Coverdale'em i śpiewającym basistą Glennem Hughesem z zespołu Trapeze. To był pierwszy album Deep Purple z serii "Mark III". Materiał zarejestrowano w listopadzie 1973 w Montreux w Szwajcarii w przewoźnym studiu zespołu The Rolling Stones.

## Lista utworów
| 1.  | "Burn" (Blackmore, Hughes, Lord, Paice, Coverdale)                      | 6:00    |
|     |                                                                         |         |
| 2.  | "Might Just Take Your Life" (Blackmore, Hughes, Lord, Paice, Coverdale) | 4:36    |
|     |                                                                         |         |
| 3.  | "Lay Down, Stay Down" (Blackmore, Hughes, Lord, Paice, Coverdale)       | 4:15    |
|     |                                                                         |         |
| 4.  | "Sail Away" (Blackmore, Coverdale)                                      | 5:48    |
|     |                                                                         |         |
| 5.  | "You Fool No One" (Blackmore, Hughes, Lord, Paice, Coverdale)           | 4:47    |
|     |                                                                         |         |
| 6.  | "What's Goin' on Here" (Blackmore, Hughes, Lord, Paice, Coverdale)      | 4:55    |
|     |                                                                         |         |
| 7.  | "Mistreated" (Blackmore, Coverdale)                                     | 7:25    |
|     |                                                                         |         |
| 8.  | "``A´´ 200" (Blackmore, Lord, Paice)                                    | 3:51    |
|     | Utwory bonusowe na 30 rocznicę wydania płyty                            |         |
| 9.  | "Coronarias Redig" (2004 Remix) (Blackmore, Lord, Paice)                | 5:30    |
|     |                                                                         |         |
| 10. | "Burn" (2004 Remix)                                                     | 6:00    |
|     |                                                                         |         |
| 11. | "Mistreated" (2004 Remix)                                               | 7:28    |
|     |                                                                         |         |
| 12. | "You Fool No One" (2004 Remix)                                          | 4:57    |
|     |                                                                         |         |
| 13. | "Sail Away" (2004 Remix)                                                | 5:37    |
|     |                                                                         |         |
|     |                                                                         | 1:11:09 |
|     |                                                                         |         |

## Skład zespołu
- David Coverdale – śpiew
- Ritchie Blackmore – gitara
- Jon Lord – instrumenty klawiszowe
- Glenn Hughes – gitara basowa, śpiew
- Ian Paice – perkusja